# 昭献皇后
昭献皇后（しょうけんこうごう、生没年不詳）は、中国三国時代の呉の人物。姓は何。孫和の側室。揚州丹陽郡句容県の人。父は何遂。子は呉の末代皇帝である孫晧。弟は何蔣・何洪・何植。「昭献皇后」は尊号である。

## 生涯
通称は何姫（「姫」は宮人の汎称）。騎兵隊長であった何遂の娘であった。孫権の兵営行幸の際、道端に立つ何姫を見初め、宦官に命じて彼女を三男である孫和に下賜した。孫和との間に孫晧を儲ける。
太元2年（252年）、孫和は太子を廃されて長沙に押し込まれ、建興2年（253年）には孫峻と孫魯班（全公主）の讒言により新都郡へ強制移住となった上で、自害を命じられた。しかし何姫は、孫和とその正妻の張妃（張承の娘）が自害した後も生き延び「もし皆が従死したなら、誰が孤児を養うのですか」と言い、孫晧と孫和の遺児を養育した。
孫休が即位すると、孫晧が烏程侯に封じられ任地に赴いたため、何姫も同行した。
元興元年（264年）に孫晧が即位すると、同年7月何姫は昭献皇后の尊号を授けられた、昇平宮と称した。さらに9月には皇太后となり。一族も外戚として優遇された。何氏の子弟の素行が悪かったため、百姓はその一族を恨んだ。滕皇后は孫晧の寵愛を失った後、何太后の勧めがあったため、皇后の地位が保留された。そのこともあり、滕皇后はこれ以降、よく彼女の世話をするようになったという。
建衡3年（271年）春正月、孫晧が妃妾など大勢を引き連れて華里（建業の西）まで進んだ際にも同行しているが、その後は史書に記載が見当たらない。